# Dolmen

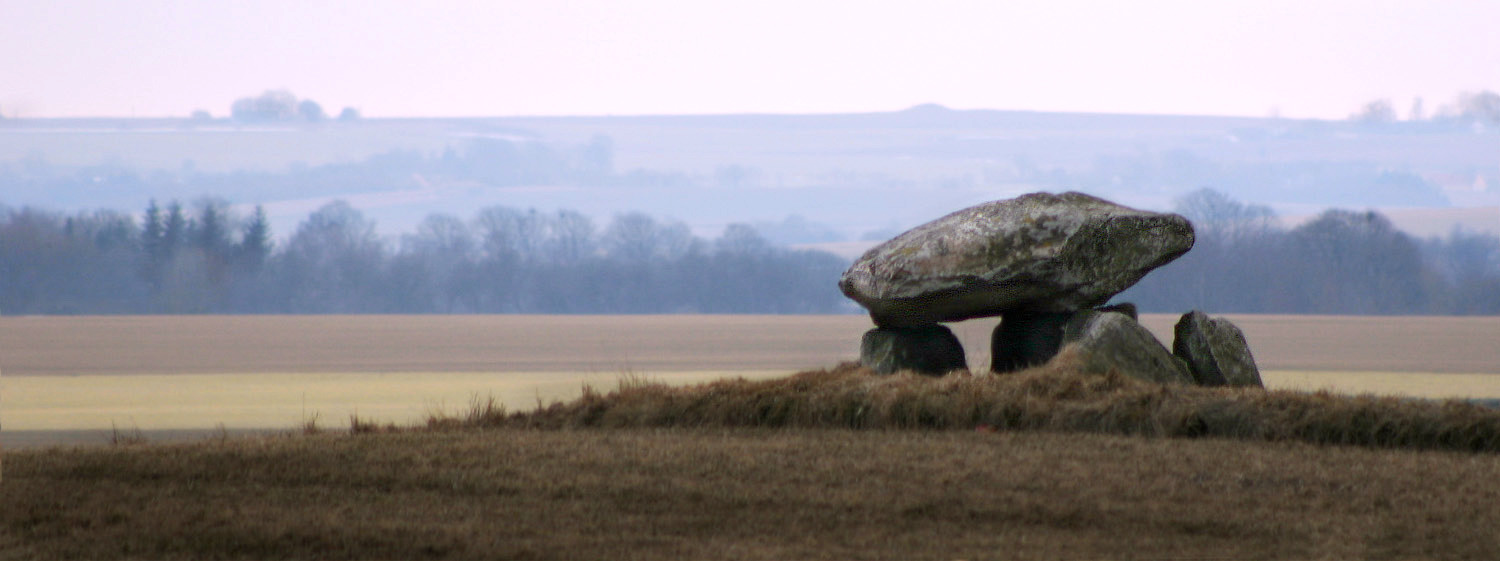
Dolmen in der Nähe von Vinstrup, Nørhald, Dänemark

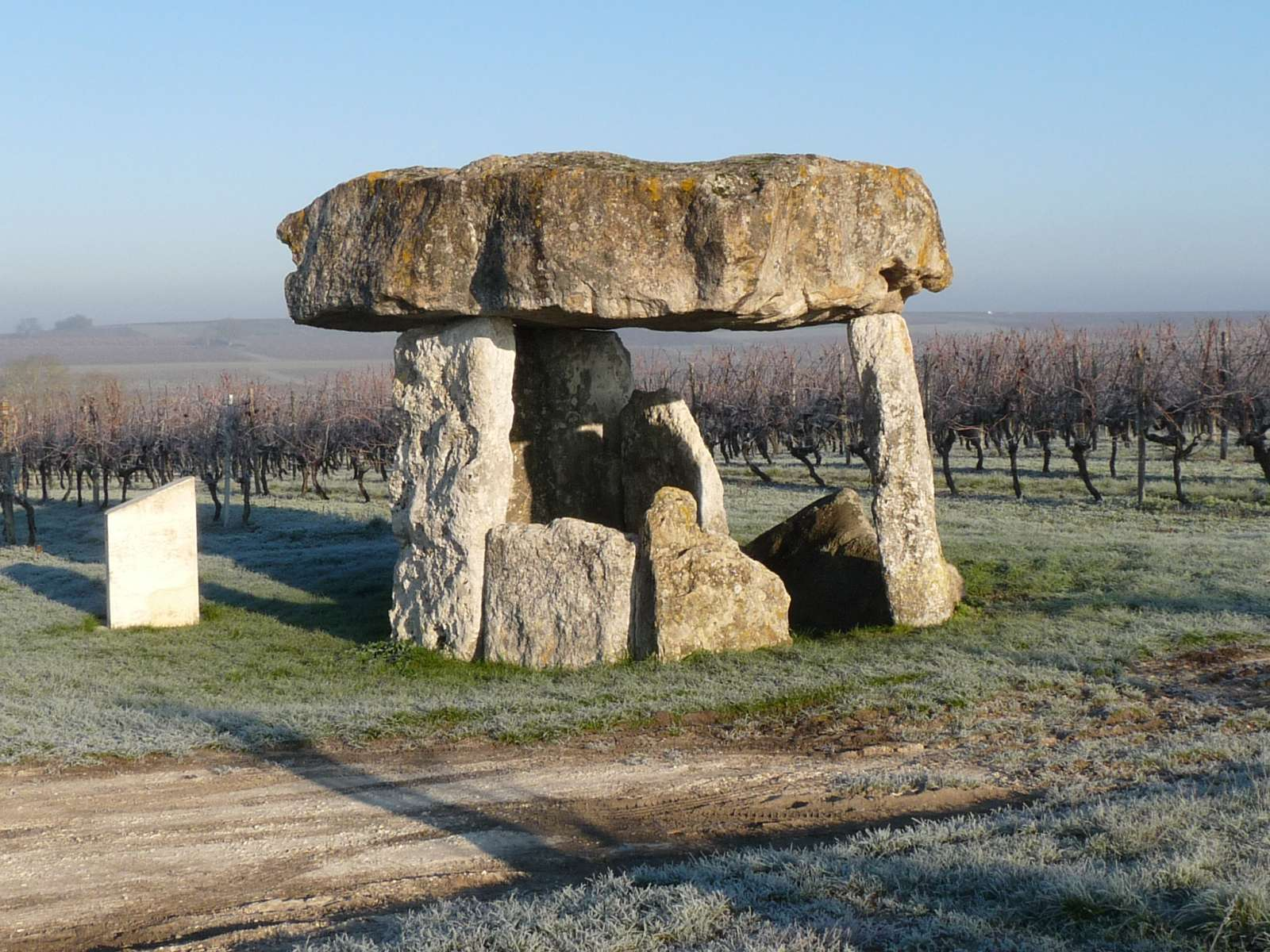
Dolmen de la Pierre Levée, bei Saint-Fort-sur-le-Né, Frankreich

Ein Dolmen (aus kornisch tolmen „Steintisch“ oder aus bretonisch dolmen „Steintisch“) ist in der Regel ein aus großen, unbehauenen oder behauenen Steinblöcken (Megalithen) errichteter Grabbau der Vorgeschichte. Es besteht aus drei oder mehr aufrecht stehenden Tragsteinen (Orthostaten), auf denen eine oder mehrere Deckplatten ruhen. Dolmen werden traditionell als die einfachste Form eines Megalithgrabes betrachtet. In Europa waren die meisten Dolmen ursprünglich mit Hügeln aus Steinen oder Erde bedeckt. Der Begriff wurde von Théophile Malo Corret de la Tour d’Auvergne eingeführt.

## Namensgebung, Typologie

Dolmen de la Frébouchère, Vendée

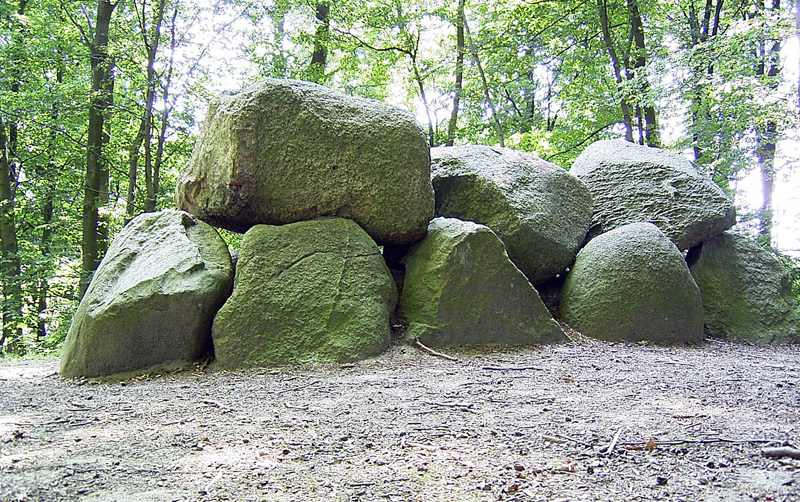
Dolmen bei Reinfeld, Schleswig-Holstein

Der Ausdruck „Dolmen“ wurde in dem Buch "Origines Gauloises" von dem in der Bretagne geborenen Franzosen Théophile Malo Corret de la Tour d’Auvergne (1743–1800) in die Altertumsforschung eingeführt. Die erste, die Dolmen aus wissenschaftlicher Sicht untersuchte, war im 17. Jahrhundert die Schriftstellerin Titia Brongersma. In Skandinavien werden Megalithen mit mehreren Orthostaten (Tragsteinen) und einer oder mehreren Deckplatten als Dolmen bezeichnet (Nordische Megalitharchitektur). In Dänemark werden Dolmen als dysse oder stendysse bezeichnet, in Schweden als döse und in Portugal als anta oder mámoa. In manchen Ländern beschränkt man die Bezeichnung Dolmen auf Bauwerke mit nur einem Deckstein. Oscar Montelius unterschied Dolmen, Ganggräber und Steinkisten. Diese Terminologie ist in Skandinavien weiterhin vorherrschend. Die Dänen unterscheiden Langdolmen (dänisch langdysse), Runddolmen (runddysse), Großdolmen (stordysse) und Ganggrab (jættestue). Langdolmen (langdysse oder -döse) ist die in Skandinavien gebräuchliche Bezeichnung für Dolmen, die in einem Hünenbett liegen; im Gegensatz dazu liegen Runddolmen in einer runden oder vieleckigen Einfassung. In Frankreich werden alle megalithischen Kollektivgräber als dolmen bezeichnet.
Die Dolmen der Trichterbecherkultur werden in Deutschland nach Sprockhoff und Ewald Schuldt in Urdolmen, Rechteckdolmen (nach Ekkehard Aner), erweiterte Dolmen (nach E. Schuldt) Großdolmen, Polygonaldolmen und Ganggräber eingeteilt. Die von Schuldt geprägte Bezeichnung „erweiterter Dolmen“ ist jünger und wurde gewählt, weil Dolmen dieser Bauart auch flaschen- oder trapezförmig sein können.
Manche Anlagen, die typologisch nicht den Dolmen zugerechnet werden, tragen trotzdem die volkstümliche Bezeichnung „Dolmen“, die oft für Großsteingräber aller Art verwendet wurde und so auch Teil des offiziellen Namens eines Bodendenkmals werden konnte.

## Architektur
Die meisten Dolmen bestehen aus großen aufgerichteten Steinen, sogenannten Orthostaten, auf denen große Decksteine ruhen, die meist größer und schwerer sind als die Orthostaten. Die Decksteine ragen oft seitlich über die Orthostaten hinaus und verleihen dem Bauwerk so manchmal das Aussehen eines Tisches. Ihrer tischähnlichen Form wegen wurden Dolmen früher als Opfertische, Altarsteine oder Druidenaltäre interpretiert. Die Tragsteine stehen meist dicht nebeneinander und bilden rechteckige, vieleckige, trapezoide oder rundlich-ovale Kammern. Später zu datierende Bauten bestehen nicht selten aus zahlreichen kleineren Steinen anstelle von monolithischen Orthostaten. Bei ihrer Entdeckung waren viele Dolmen durch einen Erdhügel bedeckt, der einen Zugang unmöglich machte (siehe Zugang zu Megalithanlagen für weitere Diskussionen). Bei ihrer Freilegung erwiesen sich nur wenige Dolmen als verschlossen.
Dolmen bestehen heute oft nur aus freistehenden großen Steinen, weil die kleineren Steine in früheren Zeiten von den Bewohnern der Umgebung abgetragen und zum Bau von Abgrenzungen, Stallungen, Wohnhäusern und dergleichen genutzt wurden. Selten ragen die Megalithen aus einem um sie angeschütteten Hügel hervor, oder sie sind ganz mit einem Stein- oder Erdhügel bedeckt, was ihrem ursprünglichen Zustand entspricht.

### Andere Typen von Megalithgräbern
In vielen Fällen hat ein Großsteingrab mehrere – auch seitliche – Kammern (z. B. Mané Groh). Kammern mit lateralem Zugang werden in Mitteleuropa als Ganggräber bezeichnet, wobei die Abgrenzung zu anderen Typen nicht einheitlich ist.
Vielfach stehen die Tragsteine größerer Dolmen so nahe beieinander, dass der tischähnliche Charakter verschwindet und ein kammerähnlicher Raum entsteht. In der Bretagne und in Südfrankreich gleichen viele Anlagen einem Gang; Déchelette nannte diese Form allée couverte, in Deutschland werden sie als Galeriegrab bezeichnet.

## Ornamentik
Während die meisten Menhire und Dolmen unverziert waren, findet sich an einigen Dolmen (vor allem im Gebiet des Golfs von Morbihan) eine reichhaltige Ornamentik (Gavrinis, Les Pierres-Plates, Mané Lud). Typische Motive sind Spiralen, konzentrische Halbkreise, die als abstrahierte Sonnensymbole gedeutet wurden, aber auch Steinäxte, Axtpflüge (französisch Hache-charrue) etc. sind vereinzelt zu sehen. Besonders markant und außergewöhnlich ist das Dekor des Hauptsteins der Table des Marchand in Locmariaquer mit einer Vielzahl von hakenartigen Motiven (Báculos), die als Sonnenstrahlen oder Ähren gedeutet wurden.

## Nutzung
Sofern der Boden eine Knochenerhaltung erlaubt, wurden in den Dolmen meist Körperbestattungen gefunden. Aus der Bretagne sind auch einzelne Brandbestattungen bekannt. Nach Ebert (Reallexikon) sind Dolmen meist Familiengräber, während in den Ganggräbern Mitglieder einer größeren Gruppe bestattet sind.
Neben einer Nutzung als Grab wurde auch ihre Nutzung als Ossuar vermutet. In den dänischen Dolmen von Ølstykke, Kellerød und Frellesvig befanden sich jedoch komplette Einzelbestattungen.

## Verbreitung

### Europa

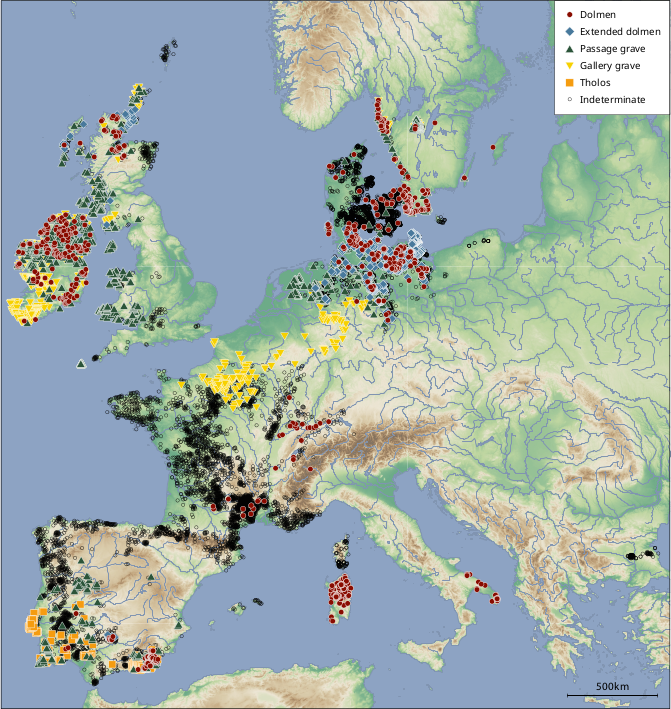
Verbreitung verschiedener Megalithgrabtypen in Europa. Rot: (Ur-)Dolmen; Blau: erweiterte Dolmen und Großdolmen

Dolmen sind in ganz West- und in Teilen Nord-, Mittel-, Süd-, Südwest- und Südosteuropas verbreitet, wobei ein gehäuftes Vorkommen in Küstennähe zu beobachten ist (Département Vendée, Bretagne, Irland, Wales, als Antas in Portugal und weitere).
In Deutschland finden sich Dolmen auch in der Liste der norddeutschen Megalithanlagen nach Sprockhoff-Nummer wieder.
In Dänemark beginnt der Bau kleiner Dolmen in der Trichterbecherkultur am Ende des Frühneolithikums (3500–3300 v. Chr.). Die Mehrzahl der Dolmen, nun auch größere Exemplare, wurden im frühen Mittelneolithikum (3300–3000 v. Chr.) errichtet.
Im südöstlichen und östlichen Europa kommen Dolmen in Südrussland und Thrakien (Bulgarien, Nordostgriechenland, europäische Türkei, siehe Dolmen in Thrakien) vor.

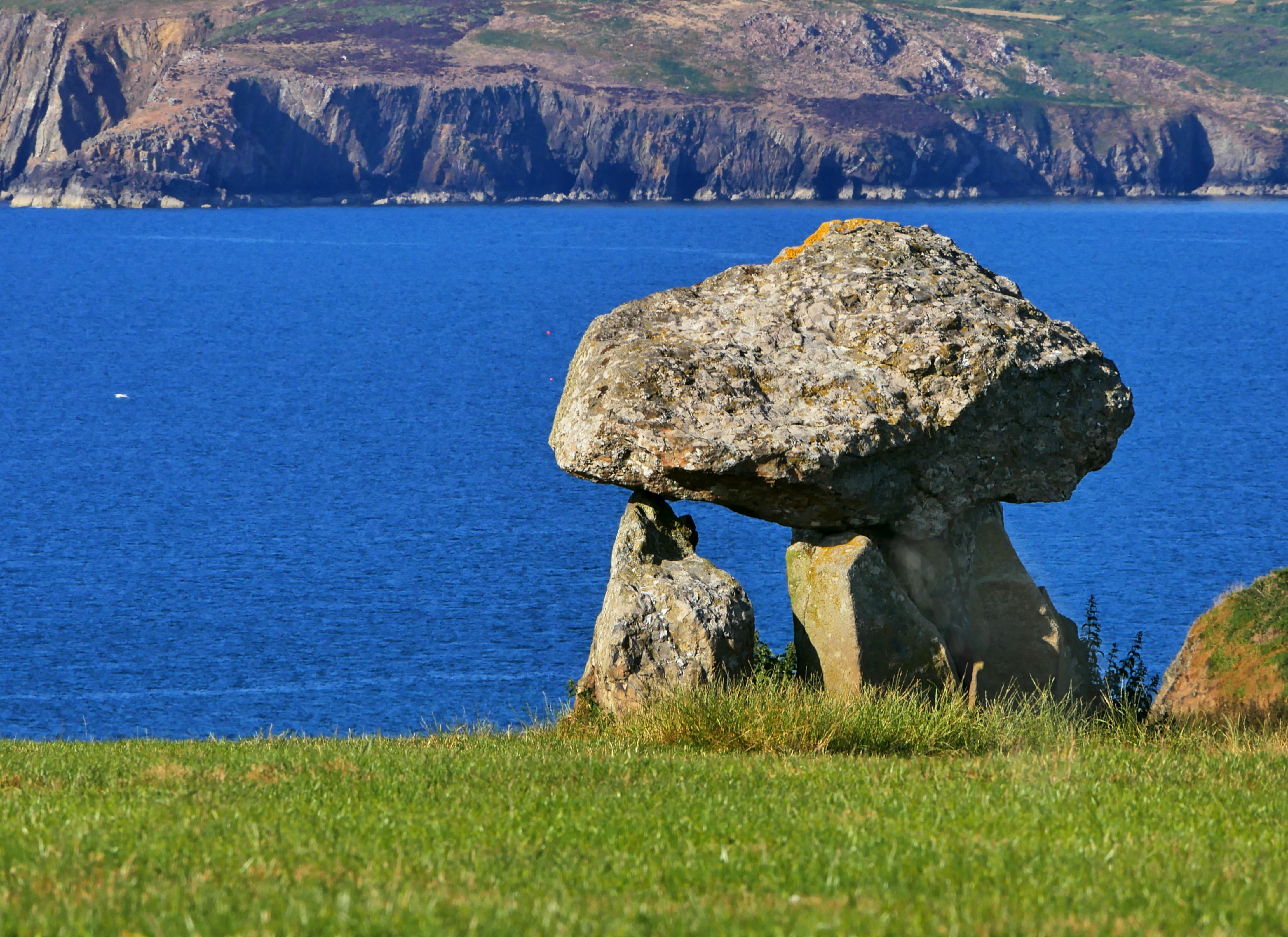
Dolmen Carreg Samson in Pembrokeshire, Wales
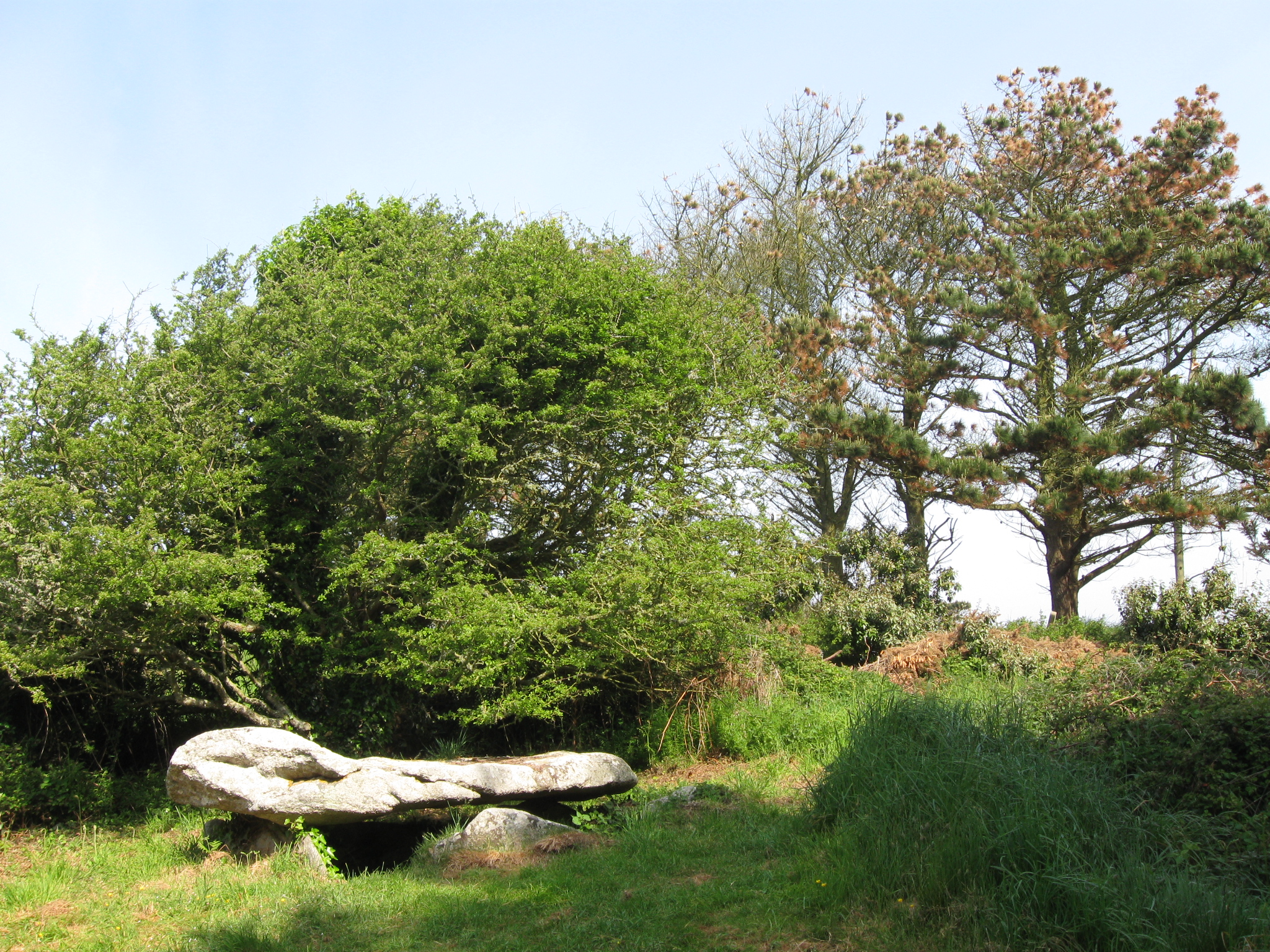
Dolmen von Saint-Gonvel bei Argenton, Finistère
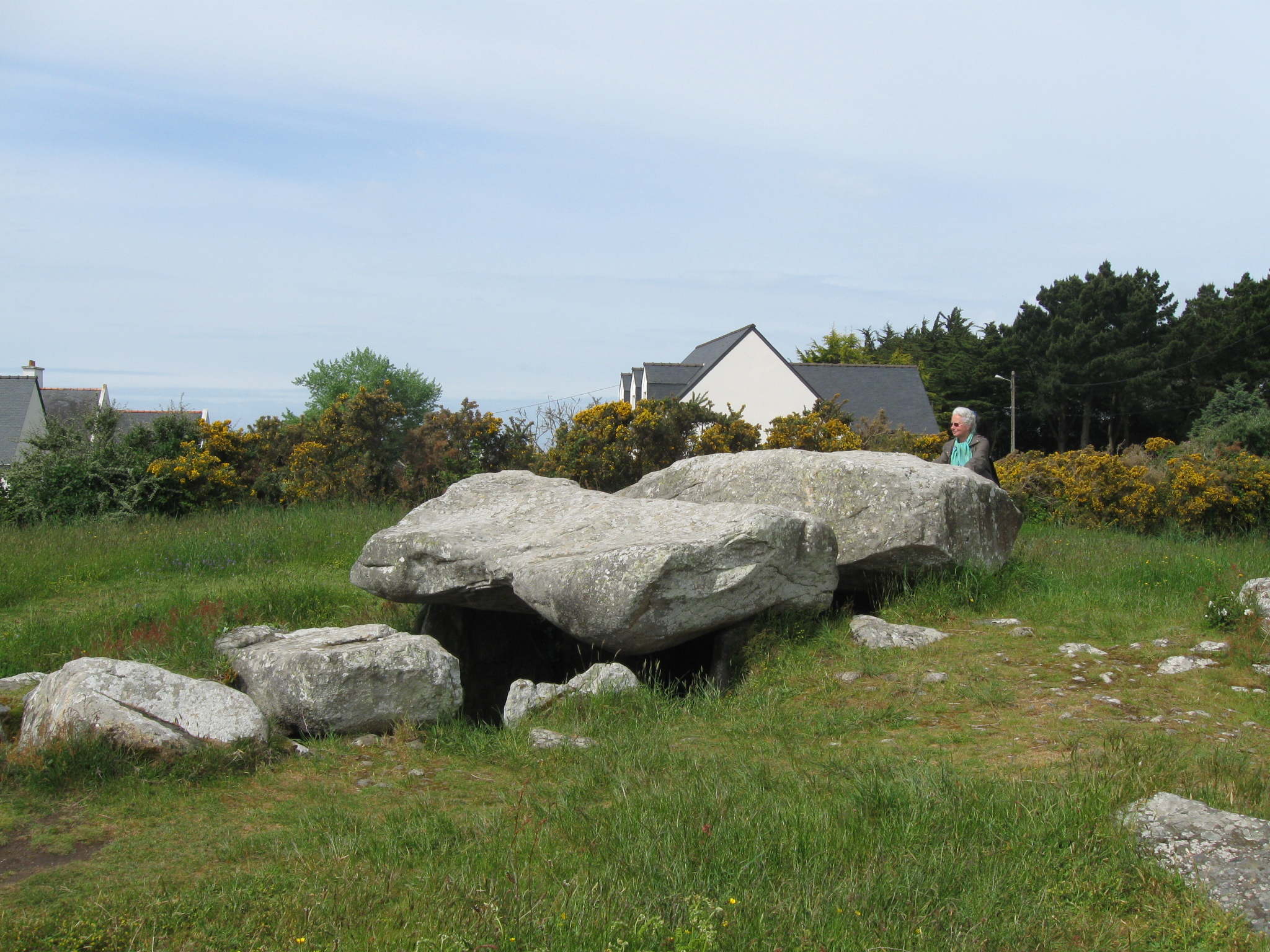
Dolmen von Rondossec bei Plouharnel, Morbihan
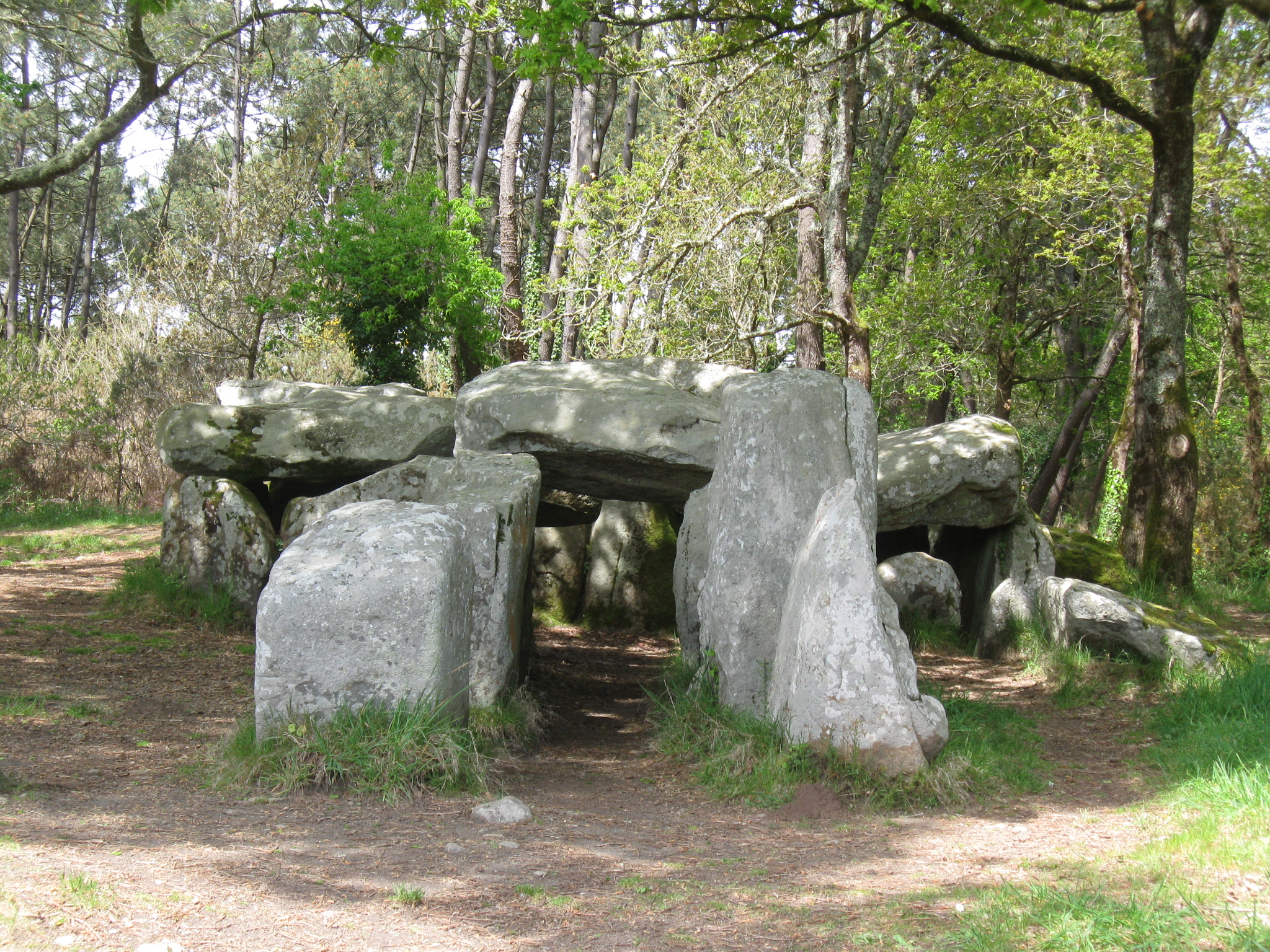
Dolmen Mané Groh bei Plouharnel, Morbihan
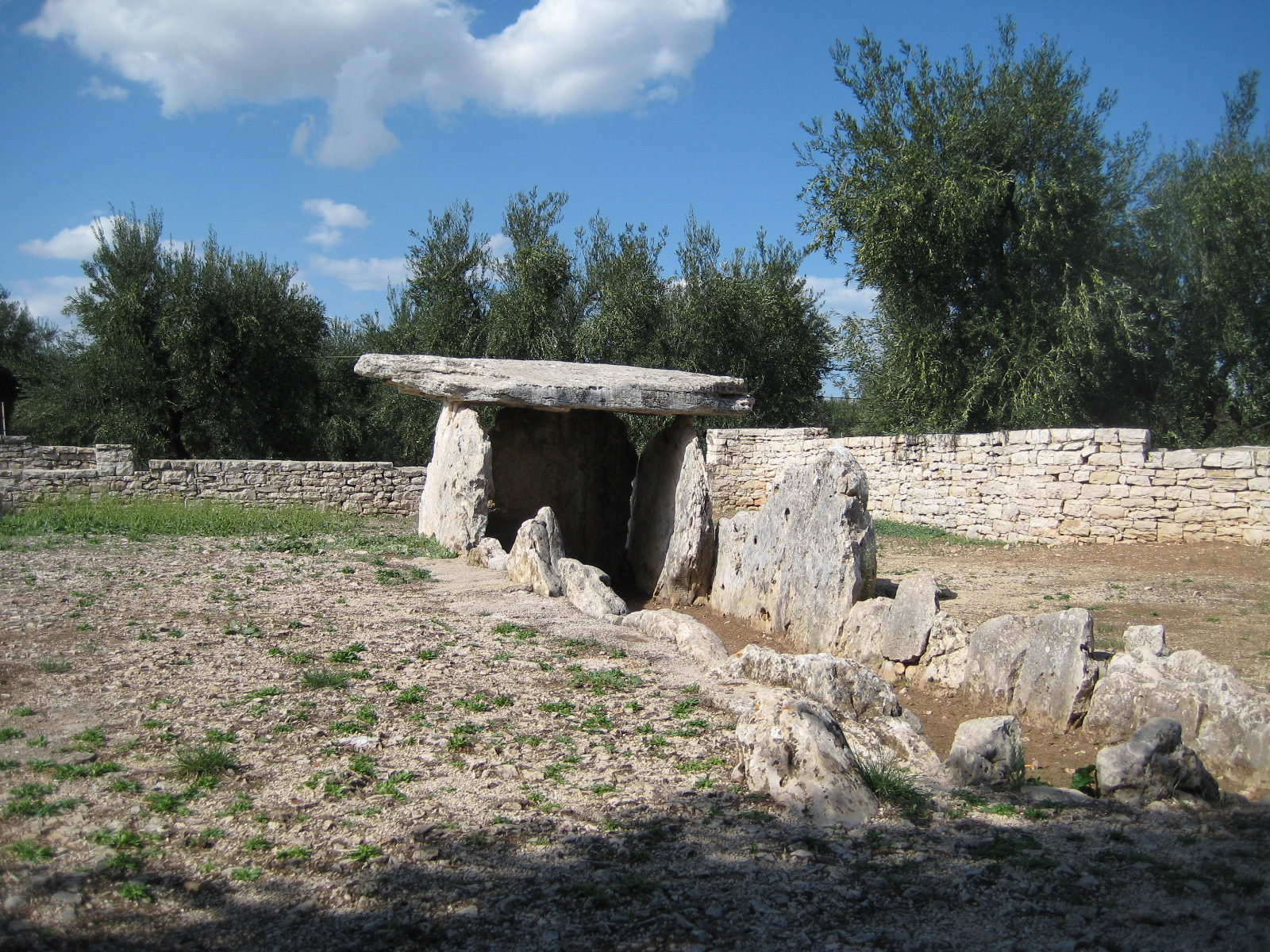
Dolmen di Chianca (Apulien)
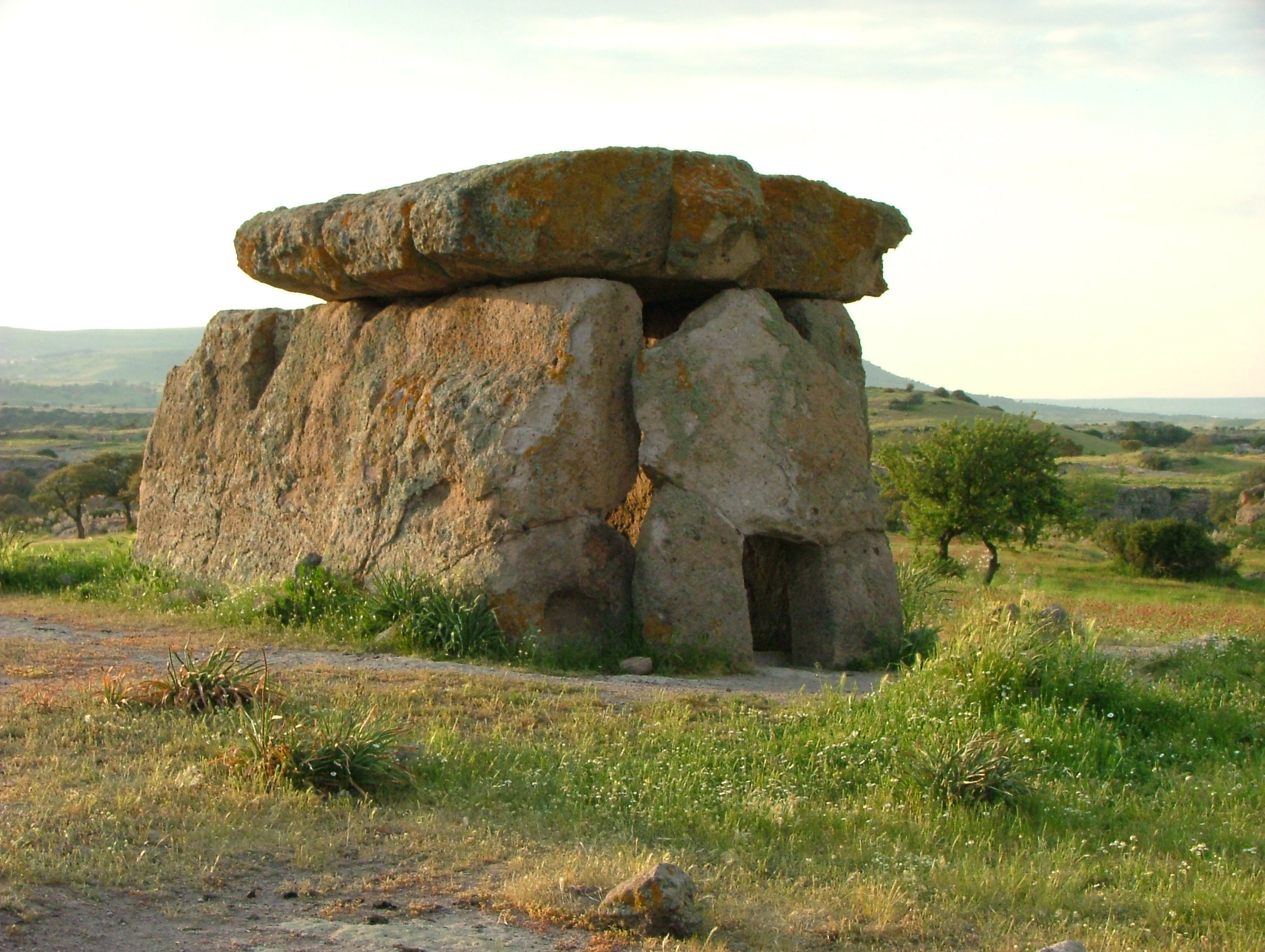
Sa Coveccada (Sardinien)
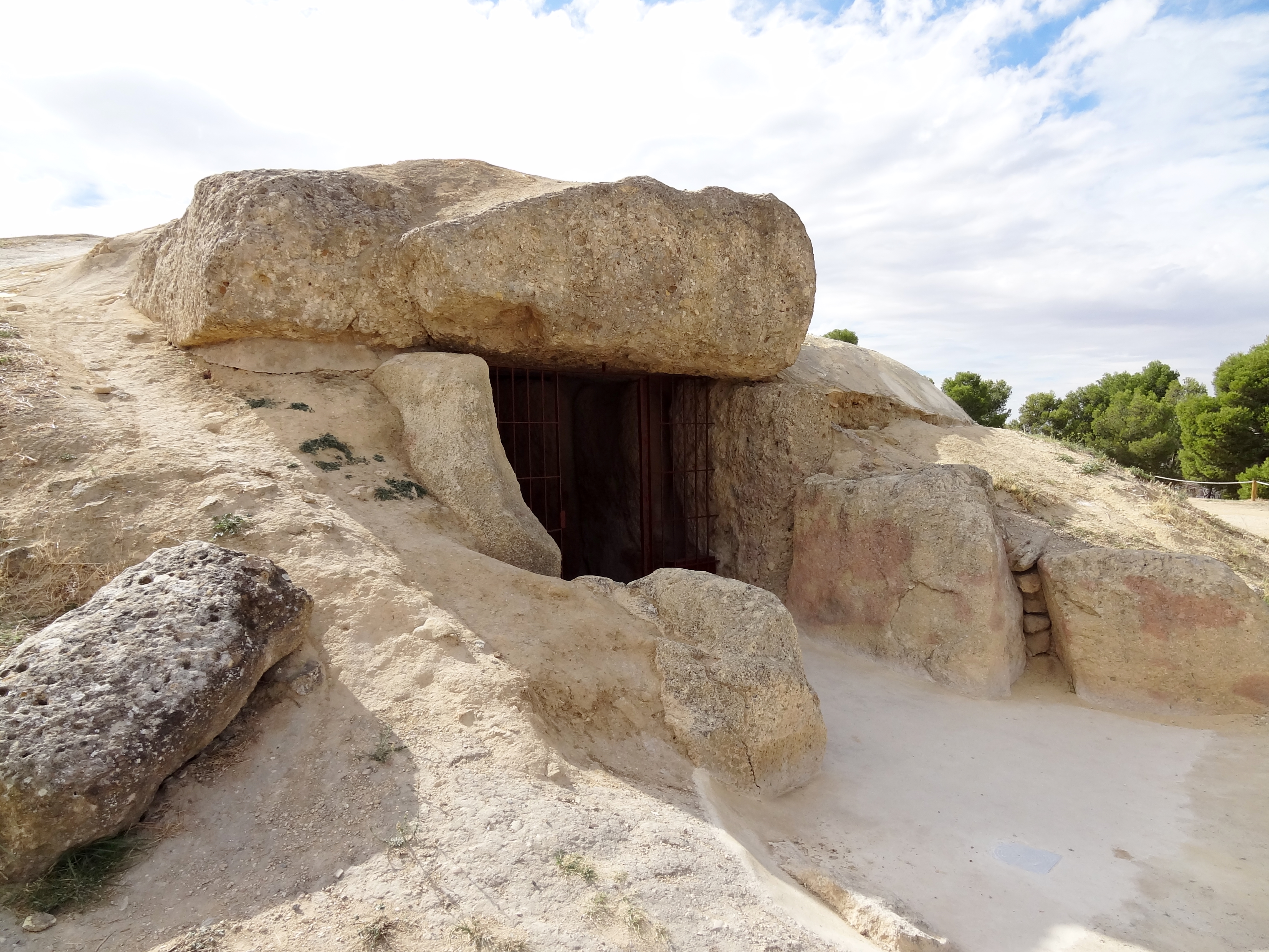
Dolmen von Menga (Andalusien)

### Nordafrika

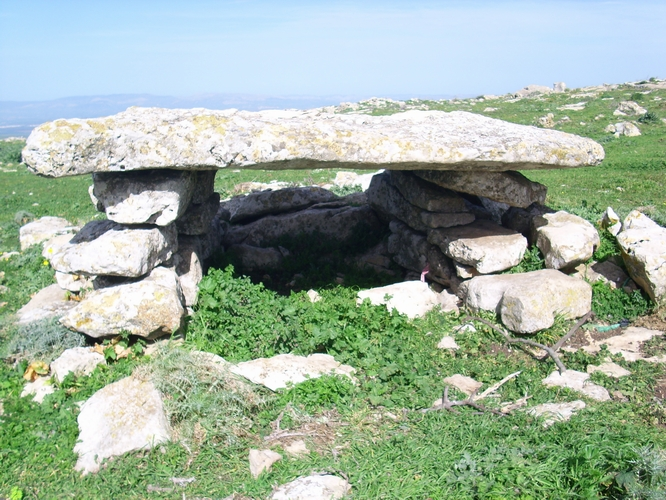
Dolmen auf dem Djebel Gorra, Tunesien

Die größte Anzahl der nordafrikanischen Dolmen befindet sich im Norden Tunesiens und dort vor allem in einer Nekropole auf dem Djebel Gorra und beim Ort Ellès. Viele megalithische Orthostaten und Decksteine sind wegen des in der Region vorherrschend verwendeten Kalksteins zerbrochen. Charakteristisch für die Gruppen ist das Fehlen eines in die Grabkammer führenden Ganges; außerdem ruhen viele Decksteine nicht auf monolithischen Orthostaten, sondern auf übereinandergelegten kleineren Steinen. Im Norden Marokkos und Algeriens befinden sich einige meist stark beschädigte Exemplare.

### Asien

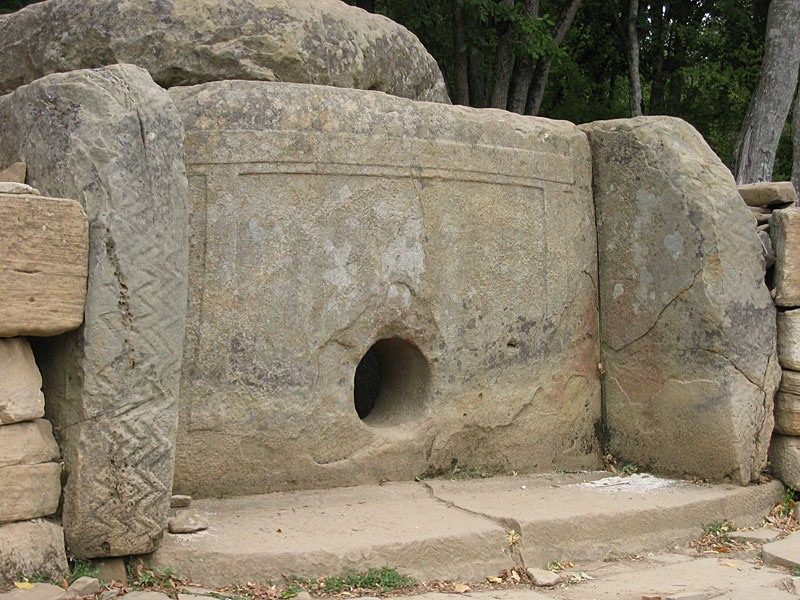
Dolmen im Kaukasus

In Westasien sind Dolmen, über deren Alter keine gesicherten Angaben verfügbar sind, in der Levante und im Kaukasus anzutreffen. Im Bereich des Westkaukasus (Südrussland, Georgien, Abchasien) finden sich zahlreiche Dolmen. Charakteristisch sind die handwerklich perfekte Glättung und die regelmäßige Anordnung der Steine (meist 4 Tragsteine und 1 Deckenstein). Die beiden seitlichen Orthostaten ragen oft geringfügig über den Verschlussstein (meist mit Seelenloch) hinaus, was zu einer auffälligen Eingangssituation führt, die in einigen Fällen noch durch Schwellsteine betont wird. Da kein einziger Erdhügel (Tumulus) gefunden wurde, ist es – auch in Anbetracht der allseitigen Glättung der Steine – in hohem Maße wahrscheinlich, dass die Dolmen immer frei standen.

#### Indien

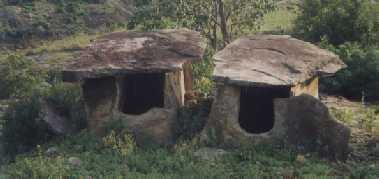
„Dolmen“ bei Marayoor, Indien

Vor allem im Süden Indiens (Karnataka, Andhra Pradesh, Kerala und Tamil Nadu) existieren zahlreiche Großsteinmonumente, die regelmäßig als „Dolmen“ bezeichnet werden; sie bestehen oft aus drei oder vier senkrechten Steinplatten und einer oder zwei großen Deckplatten, von denen jedoch viele ganz oder teilweise zerstört sind. Dass es sich bei ihnen um Grabbauten gehandelt hat, ist – angesichts der in Indien seit Jahrtausenden praktizierten Leichenverbrennung – eher unwahrscheinlich. Ein vorderer Verschlussstein mit „Seelenloch“ fehlt zumeist, ebenso ein bedeckender Stein- oder Erdhügel; so könnten es auch kleine Einsiedlerunterkünfte bzw. -tempel gewesen sein, denn in einigen wenigen Fällen ist noch eine Yoni-Platte am Boden zu sehen. Eine Datierung in die mittelalterliche oder gar frühneuzeitliche Zeit ist somit wahrscheinlich.

#### Japan und Korea

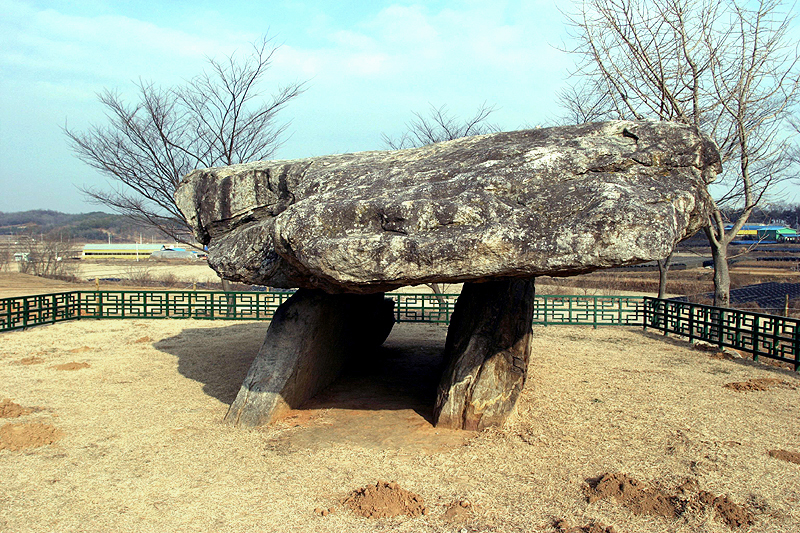
Ganghwado-Dolmen (Korea)

Dolmen gibt es aus der Yayoi-Periode Japans (300 v. Chr. bis 250 n. Chr.). Ein Yayoi-Dolmen besteht aus einer ringförmigen Steinsetzung, auf der eine große, etwa runde Steinplatte ruht. Die Bestattung erfolgte in großen Tonkrügen (Krugbestattung). Ein derartiger Dolmen kann mit einer Steinkiste in Verbindung stehen. Diese Kombination ist in Korea des Öfteren anzutreffen. Es wird angenommen, dass durch Einwanderer vom asiatischen Festland neue Ideen auf die japanischen Inseln gelangten.
Die Dolmen von Gochang, Hwasun und Ganghwa in Korea wurden im Jahre 2000 als Gochang, Hwasun and Ganghwa Dolmen Sites in die Liste des UNESCO-Welterbes (Asien und Ozeanien) aufgenommen. Insgesamt schätzt man die Zahl der koreanischen Dolmen auf etwa 30.000 bis 35.000.

## Pseudo- oder Paradolmen

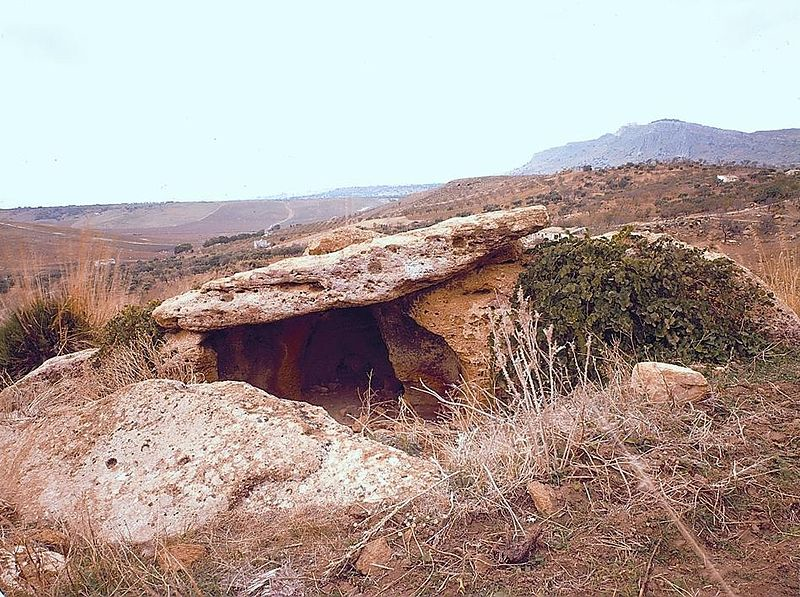
Pseudodolmen von Sciacca, Sizilien

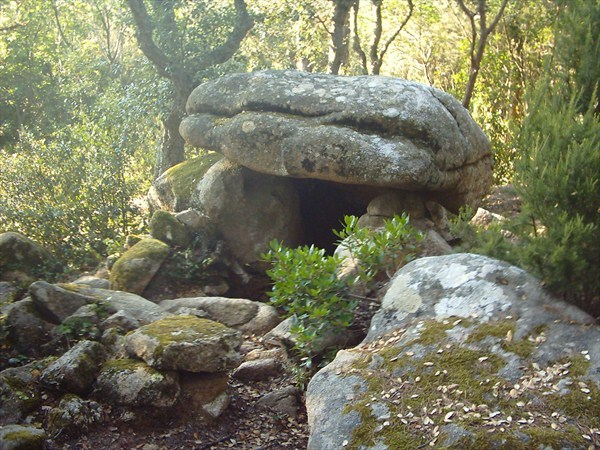
Paradolmen d'en Garcia

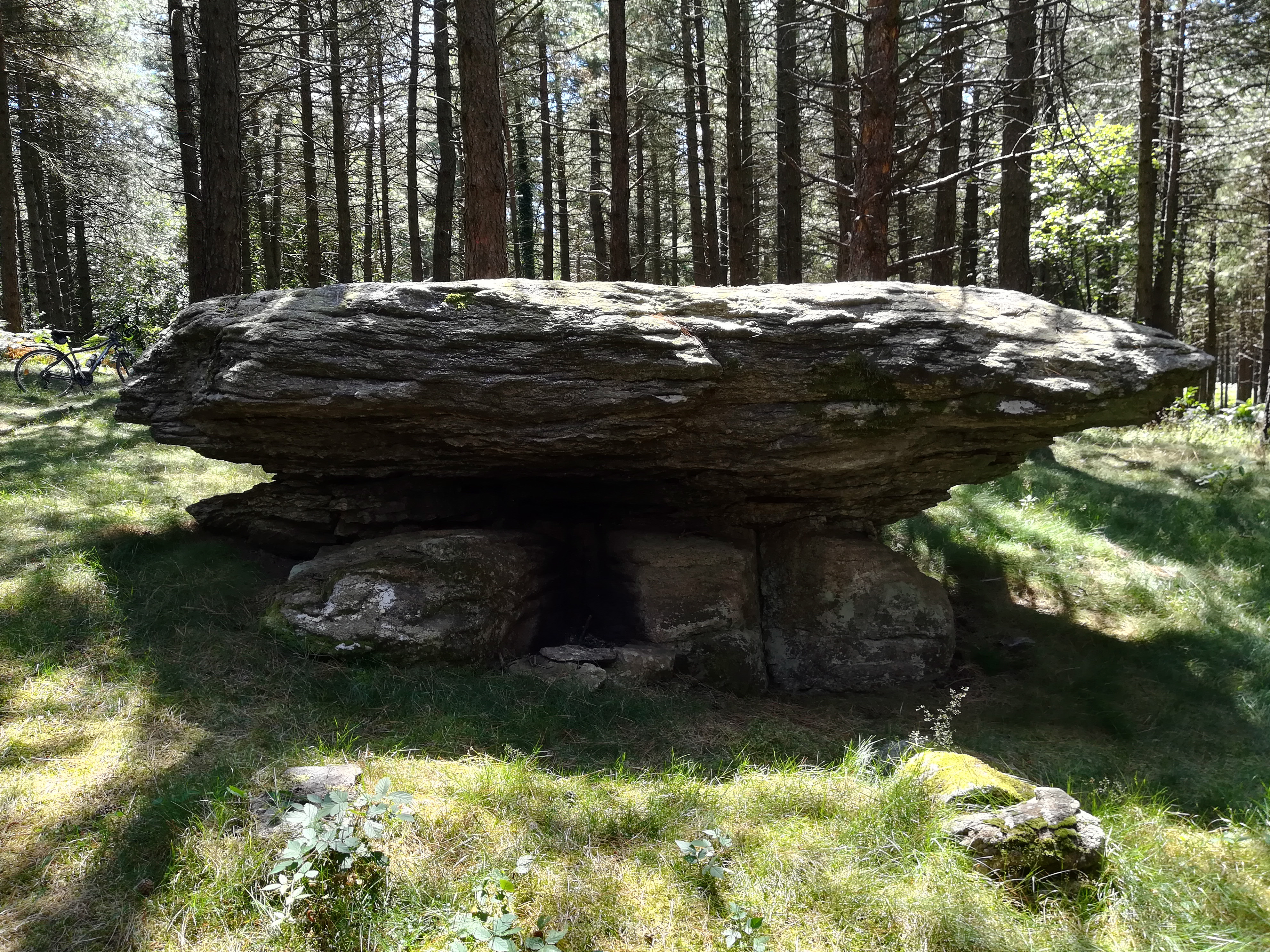
Pseudodolmen de la Récuquelle

Pseudodolmen sind natürliche Felsformationen, die ein dolmenartiges Aussehen aufweisen. Weil sie oft in früherer Zeit fälschlich als Dolmen betrachtet wurden, tragen sie häufig das Wort Dolmen im Namen.
Bekannte Pseudodolmen sind:
- Belgien
  - Dolmen von Solwaster
  - Peetje en Meetje
  - Pseudodolmen von Gomery
- Luxemburg
  - Schnellert
- Frankreich
  - Dolmen du Bon Ru in Morvan
  - Dolmen de l’Abbaye de la Pierre-Qui-Vire in Saint-Léger-Vauban (Morvan)
  - Dolmen de la Récuquelle in Tarn
  - Dolmen La Table des Diables (umstritten)
  - Dolmen von Chevresse
  - La Roche du Feu
  - Dolmen Le Thyl
  - Dolmen Peyre d’Ermale
  - Dolmen La Pierre de Saint-Maximin in Doubs
  - Roche à Trois Pieds
  - Autel des Druides in Pfaffenheim
  - May-en-Multien[11]
  - Pierre au Rey
- Italien
  - Codina di Lerici, Ligurien
  - Avola, Sizilien
  - Dolmen di Sciacca, Sizilien
  - Sparossino, Ligurien
- Spanien
  - Cova d’en Genís
  - Dolmen von Busnela
  - Paradolmen d’en Garcia
  - Paradolmen de Ses Rates
  - Paradolmen de la Pallera
- Paradolmen von Tafania[12]

Teilweise wurden Pseudo- oder Paradolmen regulär genutzt.
Der in Katalonien verbreitete Paradolmen ist eine Megalithanlage, die zu wesentlichen Teilen aus Findlingen oder Felsformationen besteht, die einen natürlichen Hohlraum (z. B. ein Abri) bilden, der durch artifizielle Ergänzung zu einer Grabkammer umgestaltet und als solche genutzt wurde. Der Raum wurde durch Wand- oder Deckenmaterial geschlossen und gelegentlich durch einen Zugang ergänzt. Die Bauform ist hier typisch für die Zeit zwischen 2500 und 2200 v. Chr. (Paradolmen de Ses Rates, Paradolmen d’en Garcia, Paradolmen de Sinyols, Paradolmen de la Vinya, Paradolmen del Ca del Duc II, Paradolmen dels escalons d'en Poet I und II, Paradolmen de Tafania, Paradolmen de la Pallera, Paradolmen de Pedra sobre altra).
In Frankreich werden Anlagen wie die im Jahr 1978 gefundene von La Chaise in Malesherbes als „Paramegalithik“ bezeichnet. Hier wurde in einer länglichen Steinpackung ein Doppel- und ein Einzelgrab gefunden, die zur Tradition der nichtmegalithischen Langhügel gehören könnten. Die zeitgleich mit Megalithanlagen errichteten Anlagen verzichten, vermutlich ressourcenbedingt, auf die Verwendung großer Steine. P. R. Giot bezeichnet die Anlagen als Dérive (Derivate). Auch im benachbarten Ligurien und der Lombardei in Italien finden sich einzelne Dolmen oder Paradolmen (Monticello, Roccavignale, Tanarda – Gravellona).